# Bundestagswahlkreis Flensburg
Der Bundestagswahlkreis Flensburg war ein Wahlkreis in Schleswig-Holstein für die Wahlen zum Deutschen Bundestag. Er umfasste zuletzt die Stadt Flensburg und den Kreis Flensburg.

## Geschichte
Der Wahlkreis Flensburg hatte für die Bundestagswahlen 1949 bis 1961 die Nummer 2 und für die Wahlen 1965 bis 1972 die Wahlkreisnummer 1.
Der Wahlkreis umfasste für die Wahlen 1949 bis 1961 zusätzlich die zum Kreis Schleswig gehörigen Gemeinden Esmark, Kappeln, Obdrup, Rehberg, Rüde und Satrup.  Vor der Bundestagswahl 1976 ging das Gebiet des Wahlkreises an den neu gebildeten Wahlkreis Flensburg - Schleswig.

## Abgeordnete
Direkt gewählte Abgeordnete des Wahlkreises Flensburg waren
| Jahr | Name           | Partei     | Anteil der Erststimmen |
| ---- | -------------- | ---------- | ---------------------- |
| 1972 | Walter Suck    | SPD        | 55,8 %                 |
| 1969 | Walter Suck    | SPD        | 46,7 %                 |
| 1965 | Will Rasner    | CDU        | 49,0 %                 |
| 1961 | Will Rasner    | CDU        | 40,8 %                 |
| 1957 | Will Rasner    | CDU        | 45,9 %                 |
| 1953 | Will Rasner    | CDU        | 59,6 %                 |
| 1949 | Eduard Edert1) | unabhängig | 48,0 %                 |

1) 1949 hatten CDU, FDP und DP keine eigenen Kandidaten aufgestellt und zur Wahl Ederts aufgerufen.